# Чилийская школьная форма

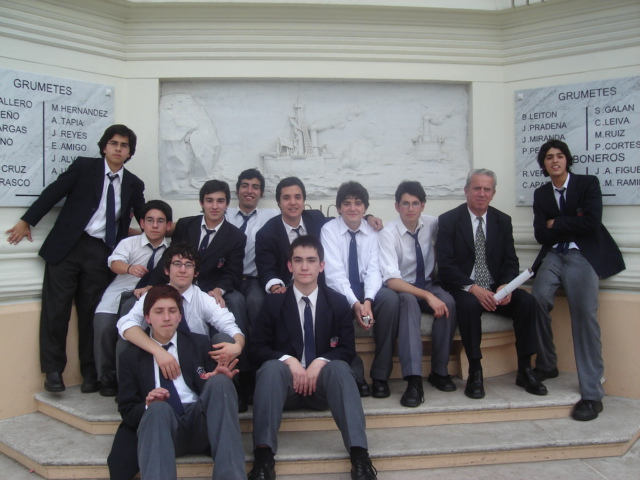
Чилийские выпускники в традиционной школьной форме

Чилийская школьная форма — повседневная форма одежды для учеников большинства школ в Чили.

## История
До 1930 года в Чили не существовало обязательной школьной формы для учащихся. За отдельными исключениями, образовательные заведения, зависимые от государства, ношения форменной одежды не требовали. Впервые вопрос школьной формы на высшем уровне подняло правительство Карлоса Ибаньеса, которое постановило ввести форму для учреждений начального, среднего и высшего образования. Причины этого различны, но главной из них была попытка установить военную дисциплину в университетских городках. В последних, однако, это нововведение не прижилось.

Мальчик из частной чилийской школы

В рамках реформы образования, проводившейся правительством Эдуардо Фрея, была установлена единая школьная форма для всех учебных заведений, будь то государственные школы или частные. Эта мера продержалась с некоторыми изменениями до 1995 года. Хотя, согласно чилийскому законодательству, никакое учреждение не может требовать обязательного ношения школьной формы, её носят в большинстве школ — как государственных, так и частных.

## Описание
Традиционная школьная форма для мальчиков состоит из белой (иногда небесного цвета) рубашки, тёмно-синего пиджака и серых брюк. Девочки носят белую блузку и синее платье без рукавов, так называемый jumper. К этому костюму для обоих полов прибавляются синие свитера и синие носки. Использование бело-сине-серой гаммы привело к тому, что чилийских школьников стали называть «пингвинами». Это прозвище стало популярным после «Революции пингвинов» — серии акций протеста в 2006 году.

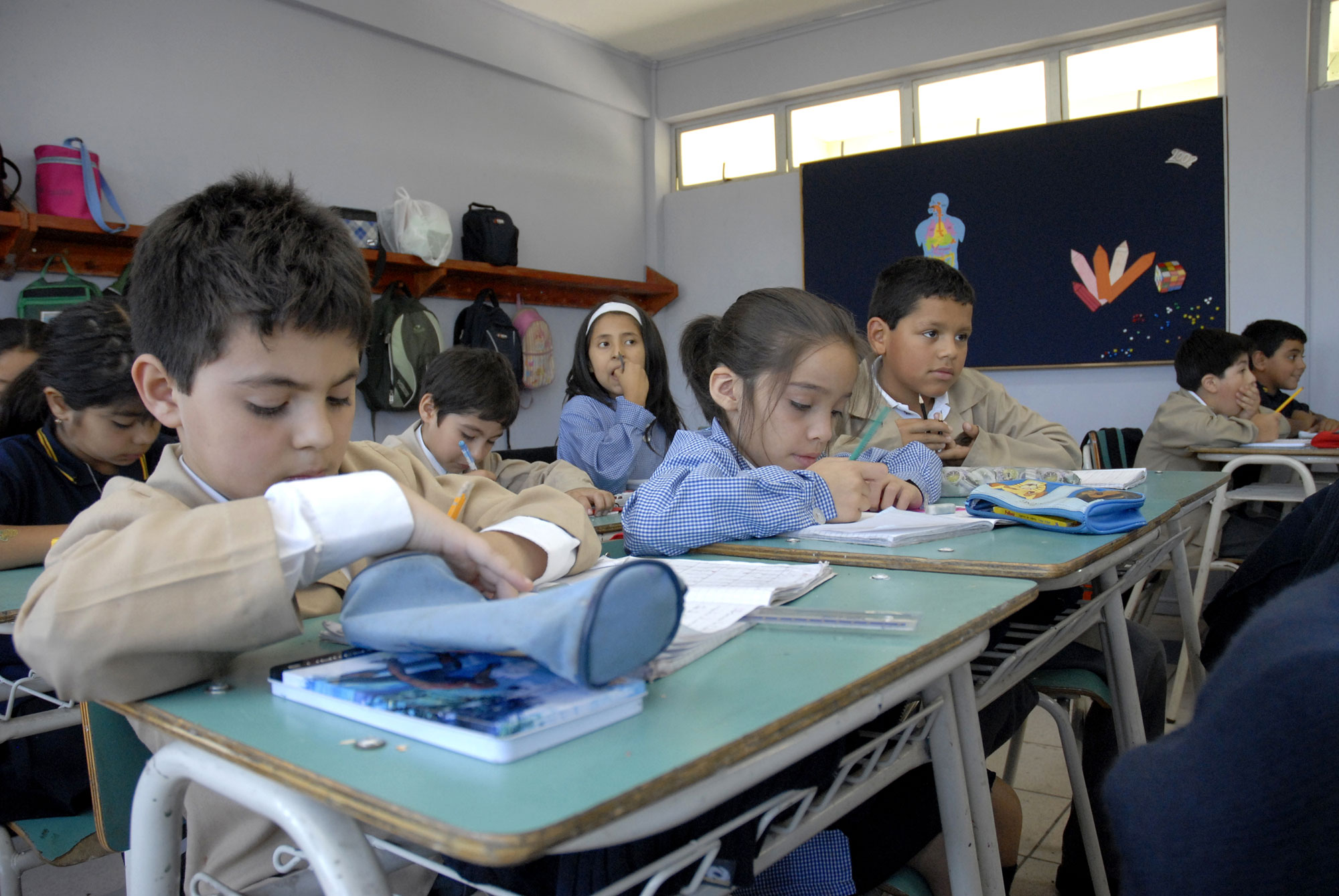
Девочки и мальчики в курточках

В начальных классах к форме традиционно добавляют светло-коричневую или белую замшевую куртку для мальчиков и того же цвета фартук для девочек. Они также могут быть стилизованы под бело-голубую «шотландку». Раньше учеников до 14 лет отличали брюки до колена, в настоящее время эта особенность исчезла.
В последние годы вместо традиционной школьной формы частные и субсидируемые школы предпочитают использовать свой собственный дизайн одежды и свои отличительные цвета. Платье jumper уступило место юбкам различных расцветок и форм, а рубашки заменяются футболками, особенно в летнее время.

## Дискуссии об использовании школьной формы
Практика ношения школьной формы подвергается в Чили критике; периодически выдвигается аргумент, что у родителей может быть недостаточно средств для покупки форменной одежды. Однако опыт стран, где школьная форма не используется, свидетельствует об обратном: ученики соперничают, надевая дорогую одежду, что ставит в неблагоприятные условия бедные семьи. Сторонники школьной формы также выдвигают такой довод, как идентификация учеников, имеющих знаки отличия или форменную одежду.